# سابينا كوجوكار
سابينا كارولينا كوجوكار (ولدت في 23 أكتوبر 1985) لاعبة جمباز ومغنية رومانية دولية متقاعدة. حصلت على الميدالية الذهبية العالمية مع فريق الجمباز النسائي الروماني في عام 2001 وهي أيضًا حاصلة على ميدالية خمس مرات في بطولة الجمباز الأوروبية للناشئين لعام 2000.

## نشأتها
ولدت سابينا كوجوكار في 23 أكتوبر 1985 في سيبيو ، رومانيا. بدأت الجمباز في سن الثالثة، على الرغم من أنها أخبرت مدربها أنها كانت في الخامسة من عمرها لأنها كانت تخشى ألا يقبل مثل هذا العمر. بعد بضع سنوات تم قبولها في المنتخب الوطني للناشئين، بعد عام واحد تم قبول كوجوكار كعضو في المنتخب الوطني الأول في ديفا، تحت التوجيه المباشر للمدرب أوكتافيان بيلو. ظهرت لأول مرة دوليًا في سن الرابعة عشرة في بطولة أوروبا للناشئين لعام 2000 في باريس، حيث فازت بثلاث ميداليات ذهبية (في شامل، متقدمة على زميلتها في الفريق سيلفيا سترويسكو ، وفي القفز وعارضة التوازن) واثنين الميداليات الفضية (في التمارين الأرضية ومع الفريق). تم وصفها بأنها القائدة الجديدة للفريق الروماني الشاب وسرعان ما لفتت الانتباه الدولي ، وظهرت على غلاف إصدار يونيو / يوليو 2000 من لاعبة الجمباز الدولية.

## روابط خارجية
- Sabina Cojocar Official Website نسخة محفوظة 25 أبريل 2012 at Archive.is
- Sabina Corolina Cojocar في الاتحاد الدولي للجمباز

- Sabina's Blog